# Các dinh thự Medici
Các dinh thự Medici là một loạt các tổ hợp dinh thự xây dựng ở vùng nông thôn gần Florence thuộc sở hữu của các thành viên gia đình Medici giữa thế kỷ 15 và thế kỷ 17. Các dinh thự này là những cung điện quốc gia của Medici, rải rác trên lãnh thổ mà gia tộc Medici cai trị, thể hiện quyền lực và sự giàu có của họ. Đây cũng là những khu nghỉ dưỡng, giải trí và vui chơi của các chủ sở hữu, và xa hơn, đây là các trung tâm hoạt động nông nghiệp tại các khu vực xung quanh.

## Lịch sử

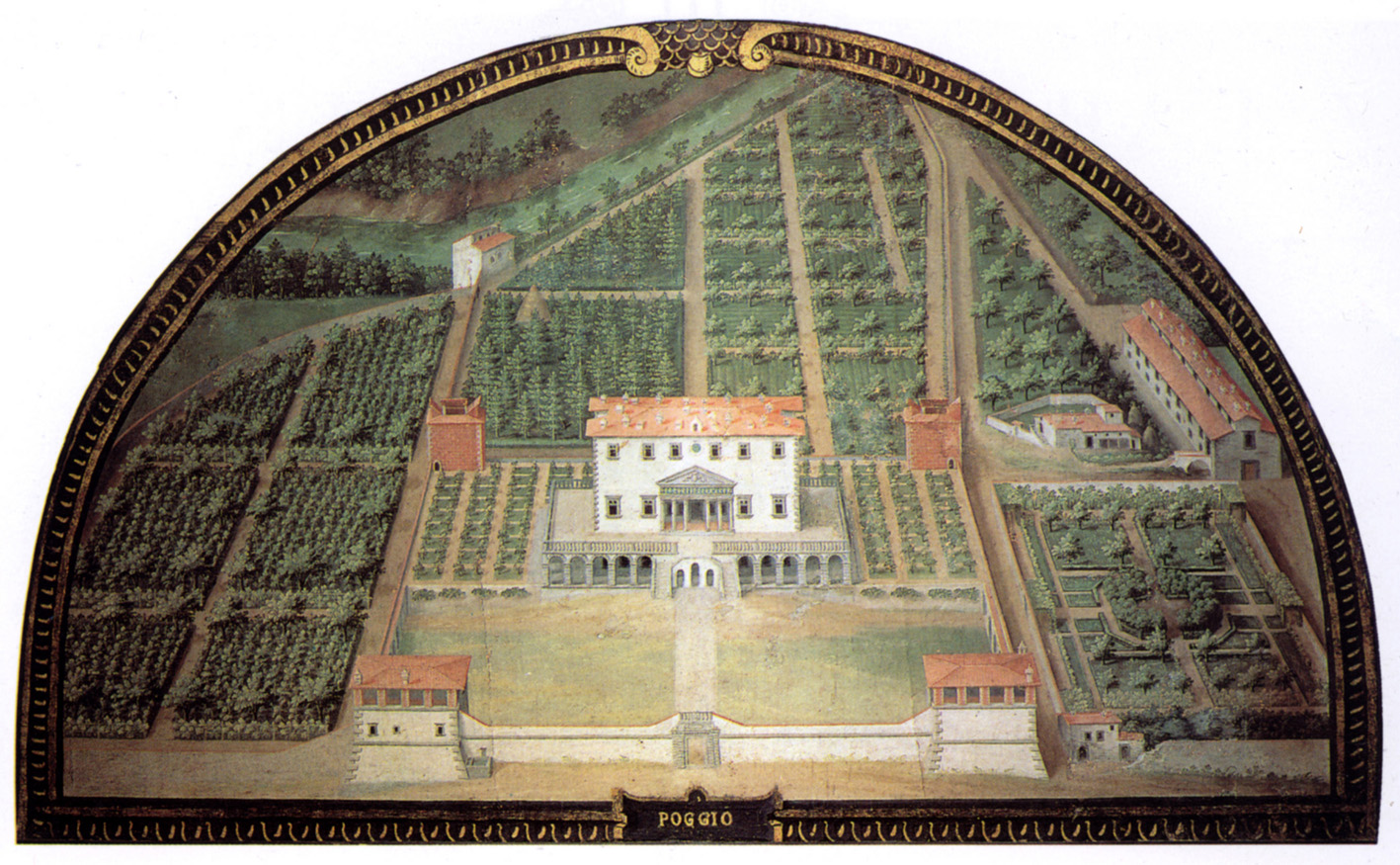
Tranh vẽ Dinh thự Poggio a Caiano của Giusto Utens

Các dinh thự Medici đầu tiên được xây dựng là Dinh thự Trebbio và tại Cafaggiolo, các căn nhà lớn được xây dựng vào thế kỷ 14 trong khu vực Mugello, ban đầu thuộc về gia đình Medici. Trong thế kỷ 15, Cosimo de 'Medici xây dựng dinh thự theo thiết kế của Michelozzo tại Careggi và Fiesole, tòa nhà vẫn còn khá nguyên vẹn, nhưng dãdduowjwc bổ sung các không gian giải trí bao gồm sân, ban công và khu vườn. Lorenzo de 'Medici đã dành thời gian dài tại Dinh thự Careggi. Dần dần, Florence đã trở thành thành phố được bao quanh bởi một tập hợp các dinh thự Medici Với các thành viên khác trong gia tộc Medici thì các dinh thự ở xa hơn của Đại công quốc Toscana. Đến cuối thế kỷ 16, đã có ít nhất 16 dinh thự lớn, với ít nhất là 11 khu vực khác (chủ yếu là đất nông nghiệp hoặc thuộc sở hữu của gia đình Medici trong một thời gian ngắn), cùng với một trang trại và nhà nghỉ săn bắn khắp Toscana. Giusto Utens vẽ một loạt những bức bích họa mô tả các biệt thự Medici chính trong thế kỷ 17, bây giờ được bảo quản bởi Bảo tàng thời đại Firenze.
Các dinh thự Medici nhất là Dinh thự Montevettolini và Dinh thự Artimino, mua trong năm 1595-1596 bởi Ferdinando I trong khi ông mở rộng Dinh thự Castello, Dinh thự Petraia và Dinh thự Ambrogiana.

## Danh sách

### Di sản thế giới
Dưới đây là 12 dinh thự và 2 khu vườn được UNESCO công nhận là Di sản thế giới:
- Vườn Boboli
- Vườn Pratolino
- Palazzo di Seravezza
- Villa di Artimino
- Villa di Cafaggiolo
- Villa di Careggi
- Villa di Castello
- Villa di Cerreto Guidi
- Villa La Magia
- Villa La Petraia
- Villa Medici in Fiesole
- Villa di Poggio a Caiano
- Villa del Poggio Imperiale
- Villa del Trebbio

### Các dinh thự chính

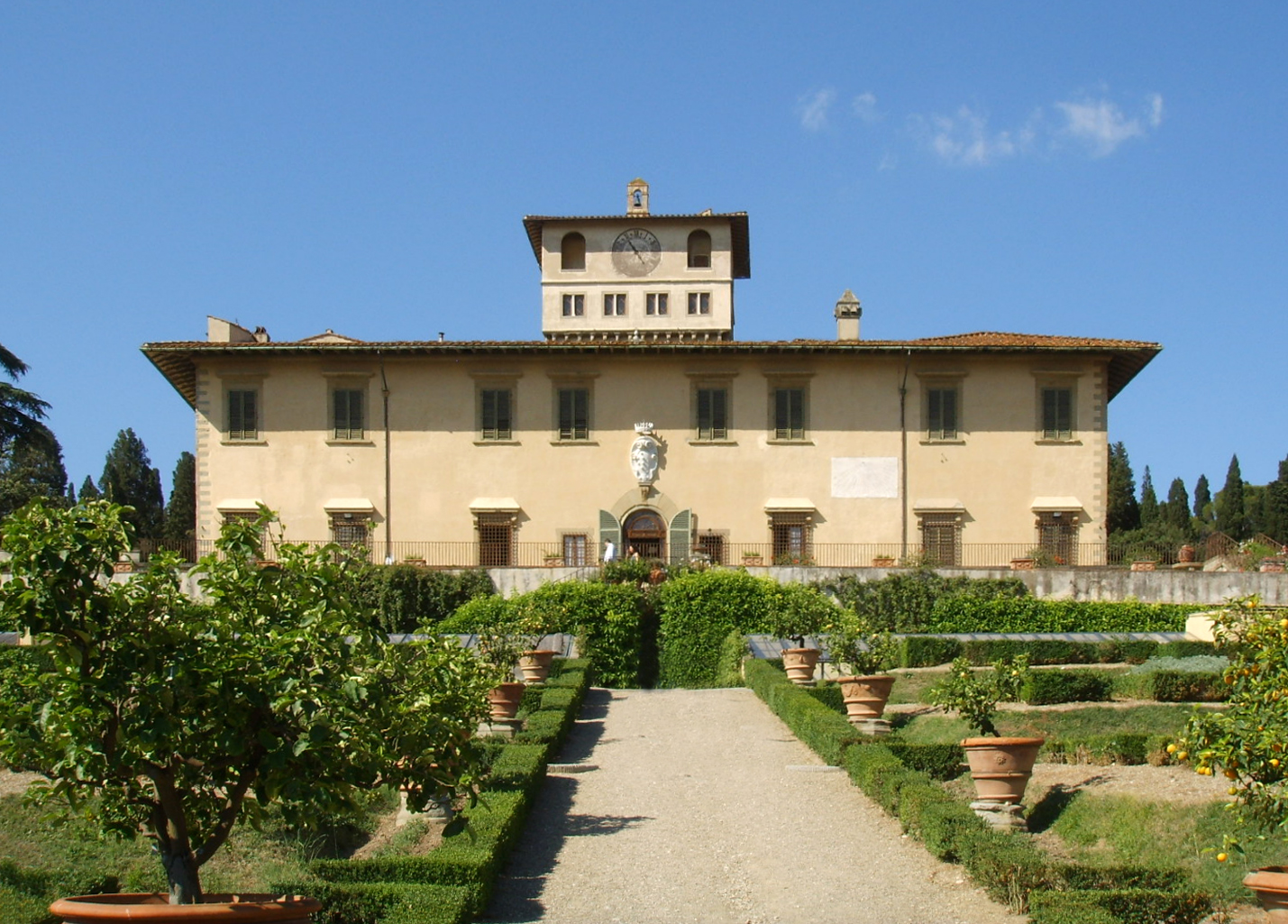
Toàn cảnh của dinh thự Petraia

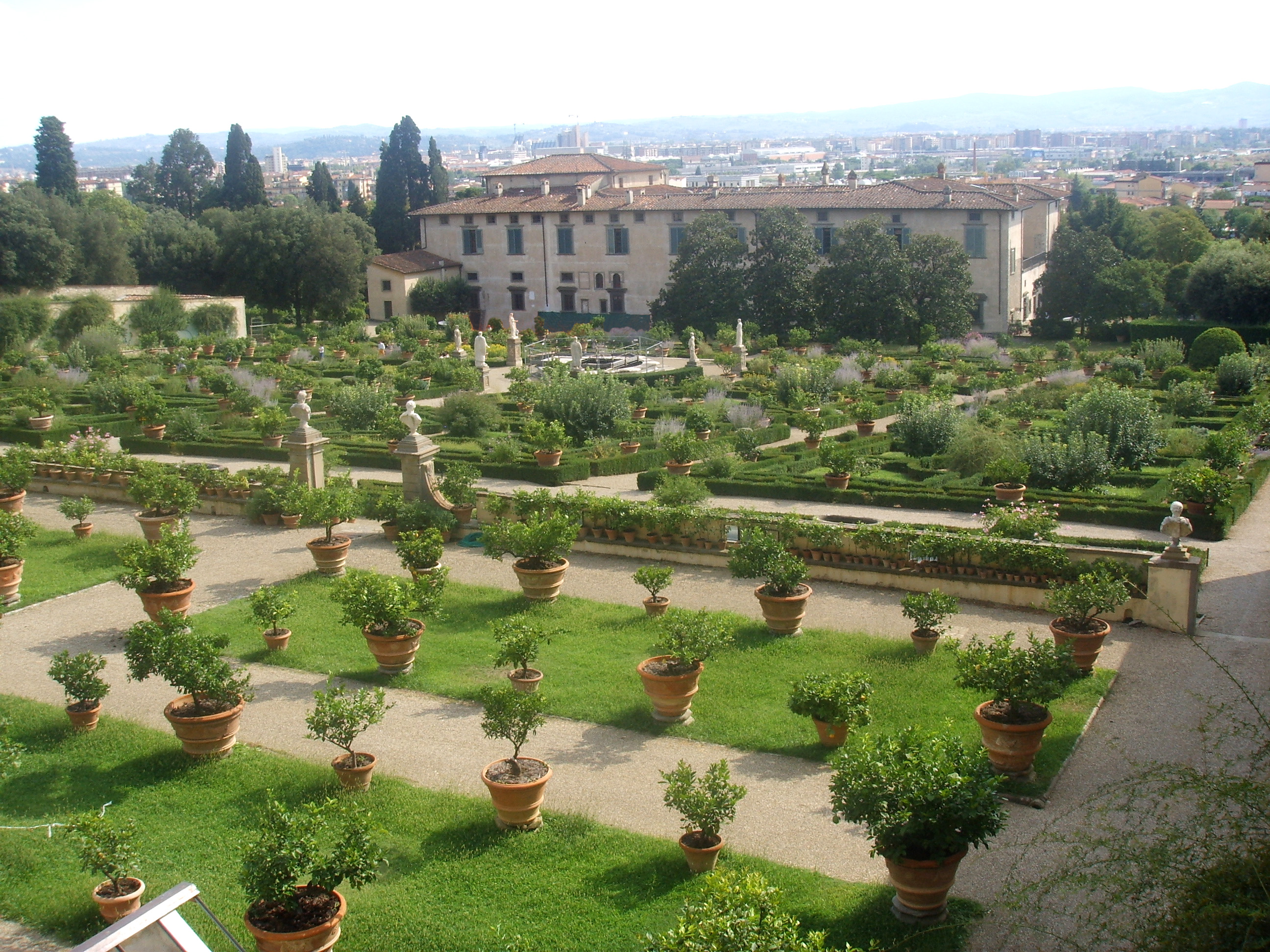
Vườn của dinh thự Castello

1. Dinh thự Trebbio (giữa thế kỷ 14 - 1738)
2. Dinh thự Cafaggiolo (giữa thế kỷ 14 - 1738)
3. Dinh thự Careggi (1417 - 1738)
4. Dinh thự Medici ở Fiesole (1450–1671)
5. Dinh thự Poggio a Caiano (1470–1738)
6. Dinh thự Castello (1480–1738)
7. Dinh thự Mezzomonte (1480–1482, 1629–1644)
8. Dinh thự Petraia (nửa đầu của thế kỷ 16 - 1738)
9. Dinh thự Camugliano (1530 - 1615)
10. Dinh thự Cerreto Guidi (1555–1738)
11. Dinh thự Poggio Imperiale (1565–1738)
12. Dinh thự Pratolino (1568–1738)
13. Dinh thự Lappeggi (1569–1738)
14. Dinh thự Ambrogiana (1574–1738)
15. Dinh thự Magia (1583–1738)
16. Dinh thự Artimino (1596–1738)

### Dinh thự nhỏ
1. Dinh thự Collesalvetti (1464–1738)
2. Dinh thự Agnano (1486–1498)
3. Dinh thự Arena Metato (1563 - 1738)
4. Dinh thự Spedaletto (1486–1492)
5. Dinh thự Stabbia (1548–1738)
6. Dinh thự Topaia (1550 - 1738)
7. Dinh thự Seravezza (1560–1738)
8. Dinh thự Marignolle (1560–1621)
9. Dinh thự Lilliano (1584–1738)
10. Dinh thự Coltano (1586–1738)
11. Dinh thự Montevettolini (1595 - 1738)

Ngoài biệt thự, Medici cũng chiếm giữ các tòa nhà sau:
- Dinh thự Medici Riccardi (1444-1540, được sử dụng bởi số ít thành viên quan trọng của gia đình cho đến năm 1659)
- Palazzo Vecchio (1540 - 1560)
- Palazzo Pitti (1550–1738)
- Sòng bạc San Marco
- Dinh thự Medici ở Roma

## Hình ảnh

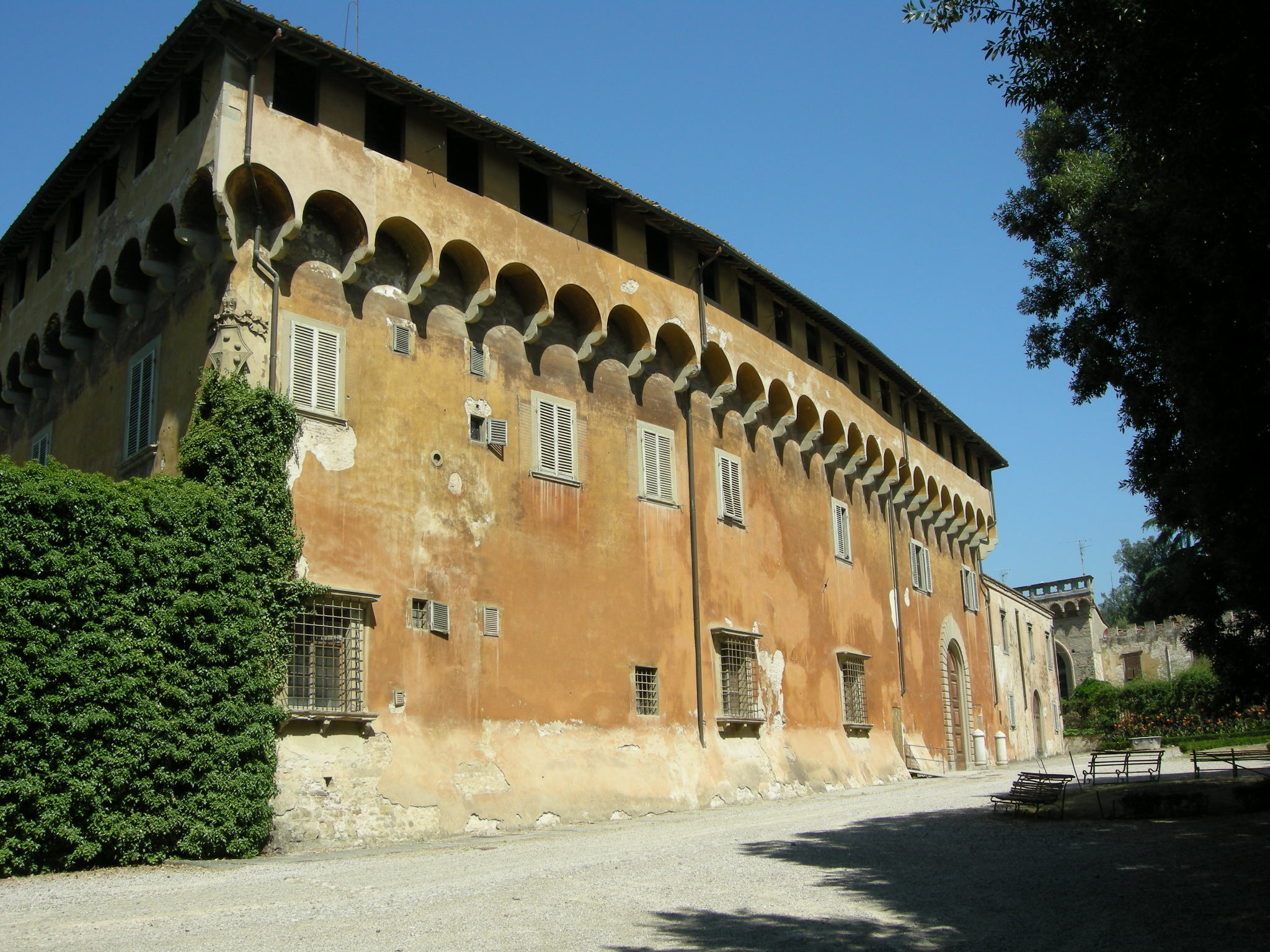
Dinh thự Careggi
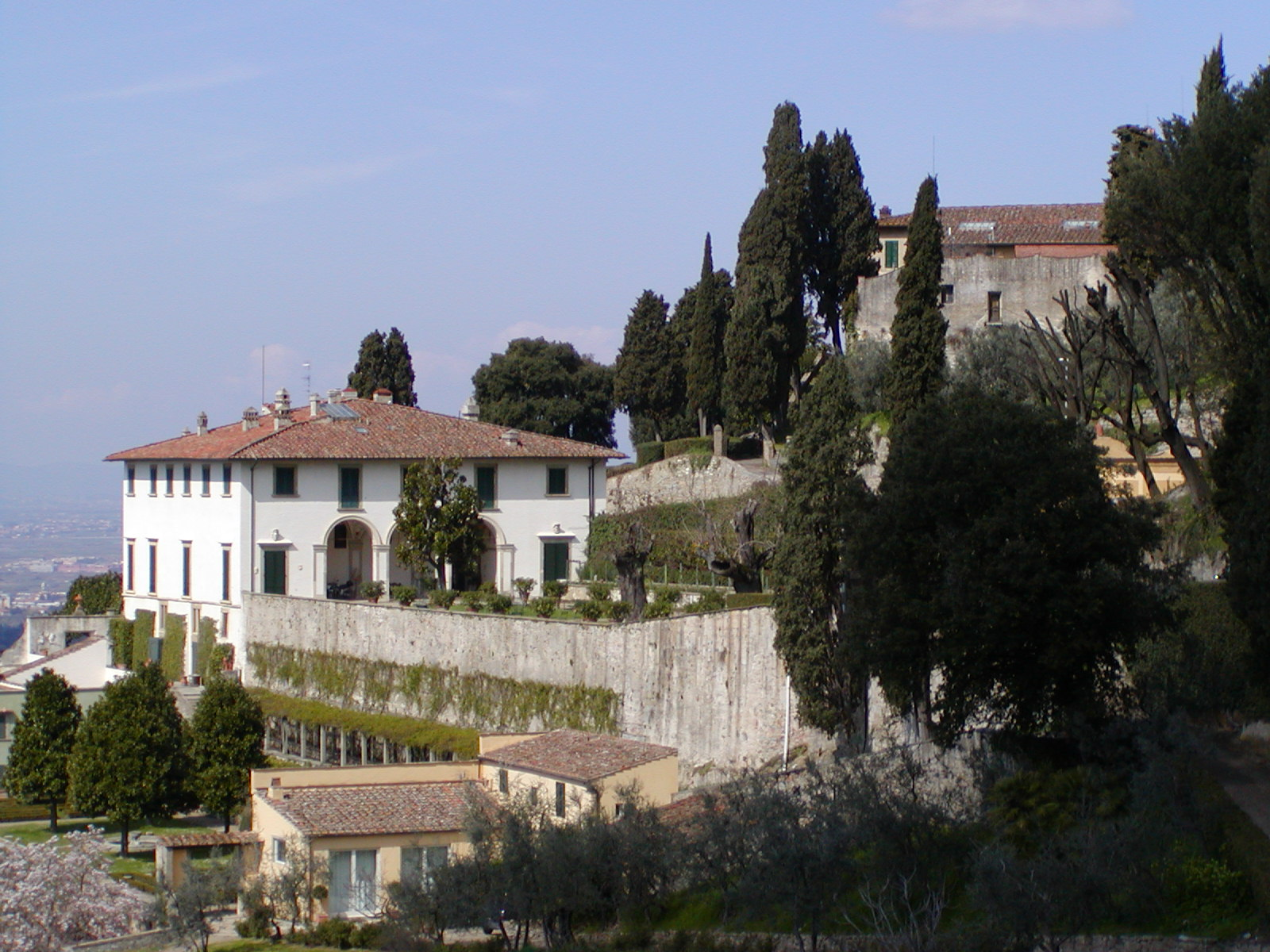
Dinh thự Fiesole
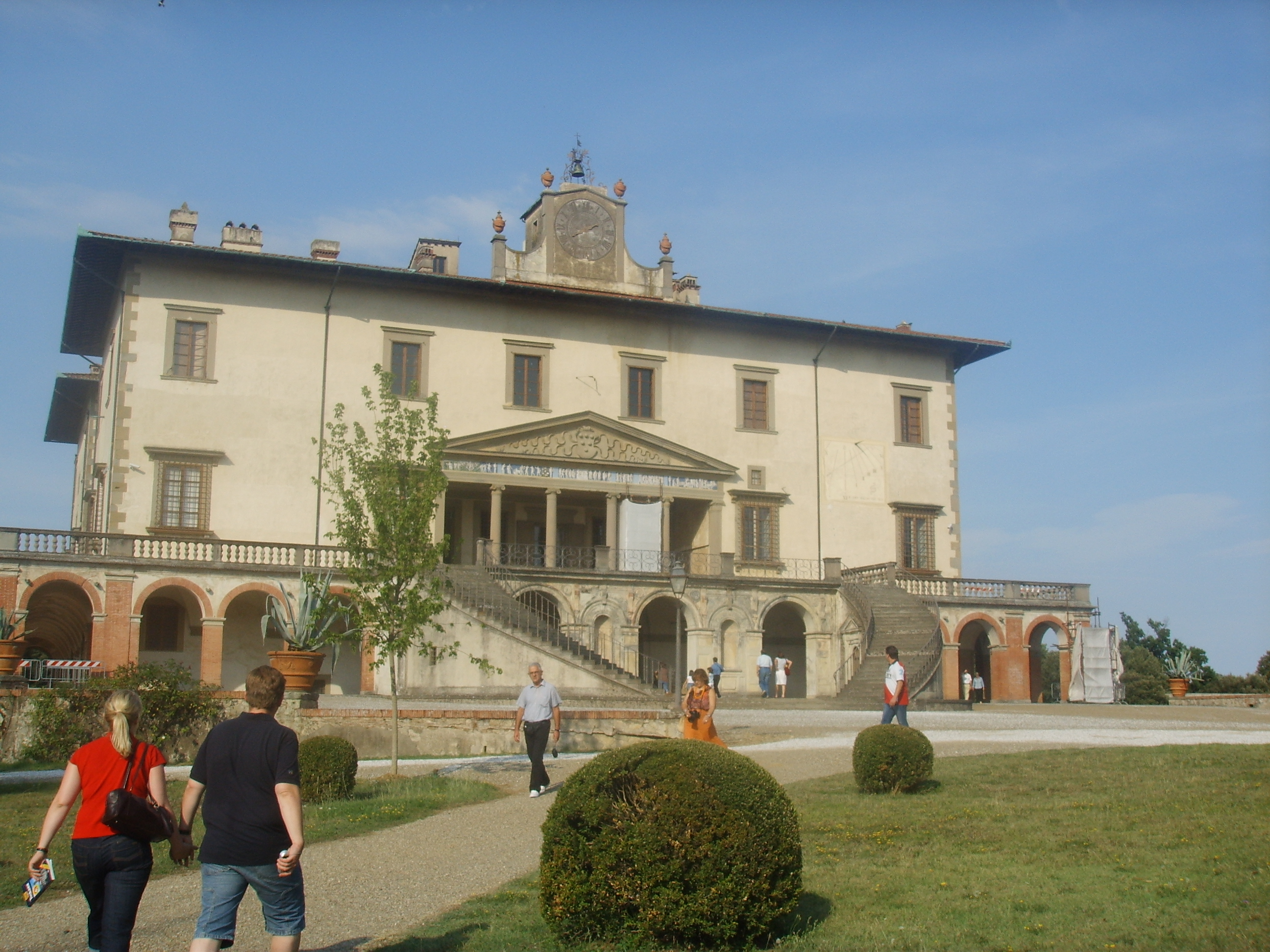
Dinh thự Poggio a Caiano
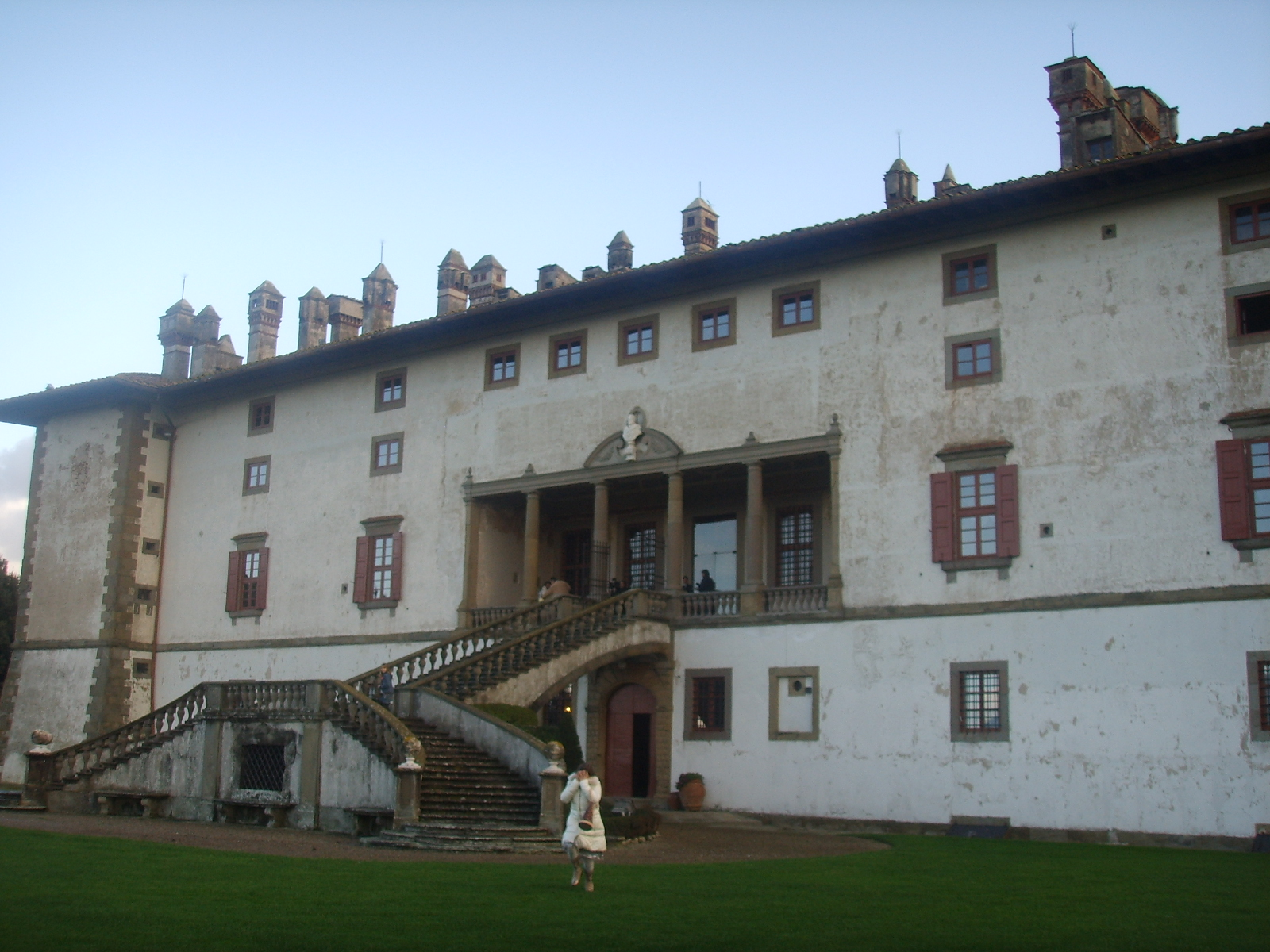
Dinh thự Artimino
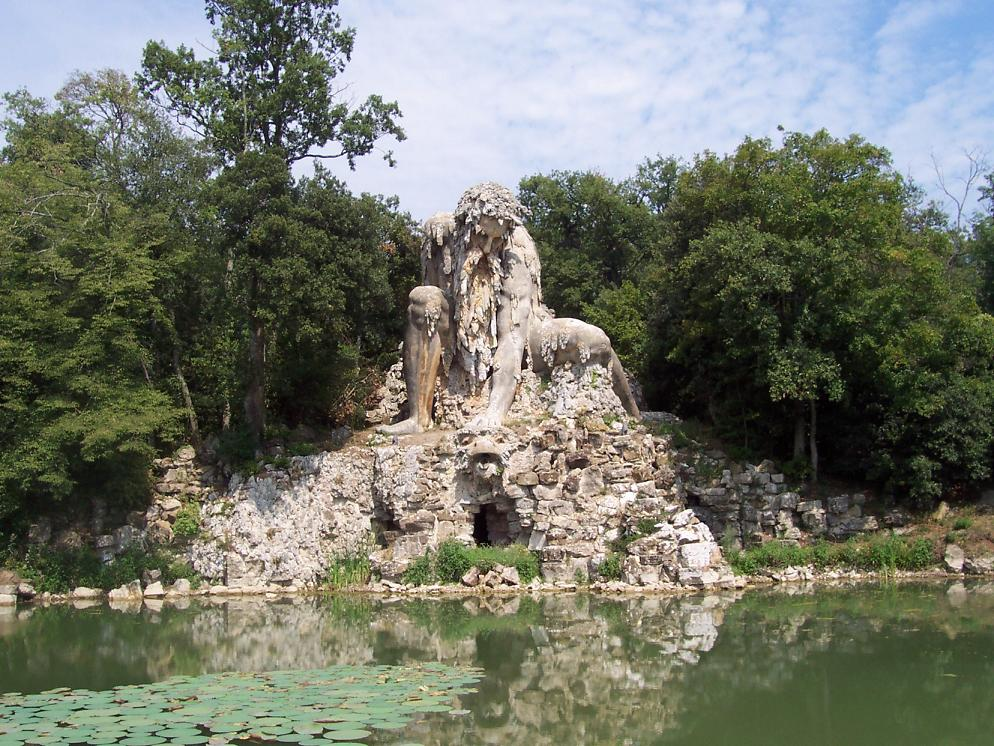
L'Appennino, Dinh thự Pratolino
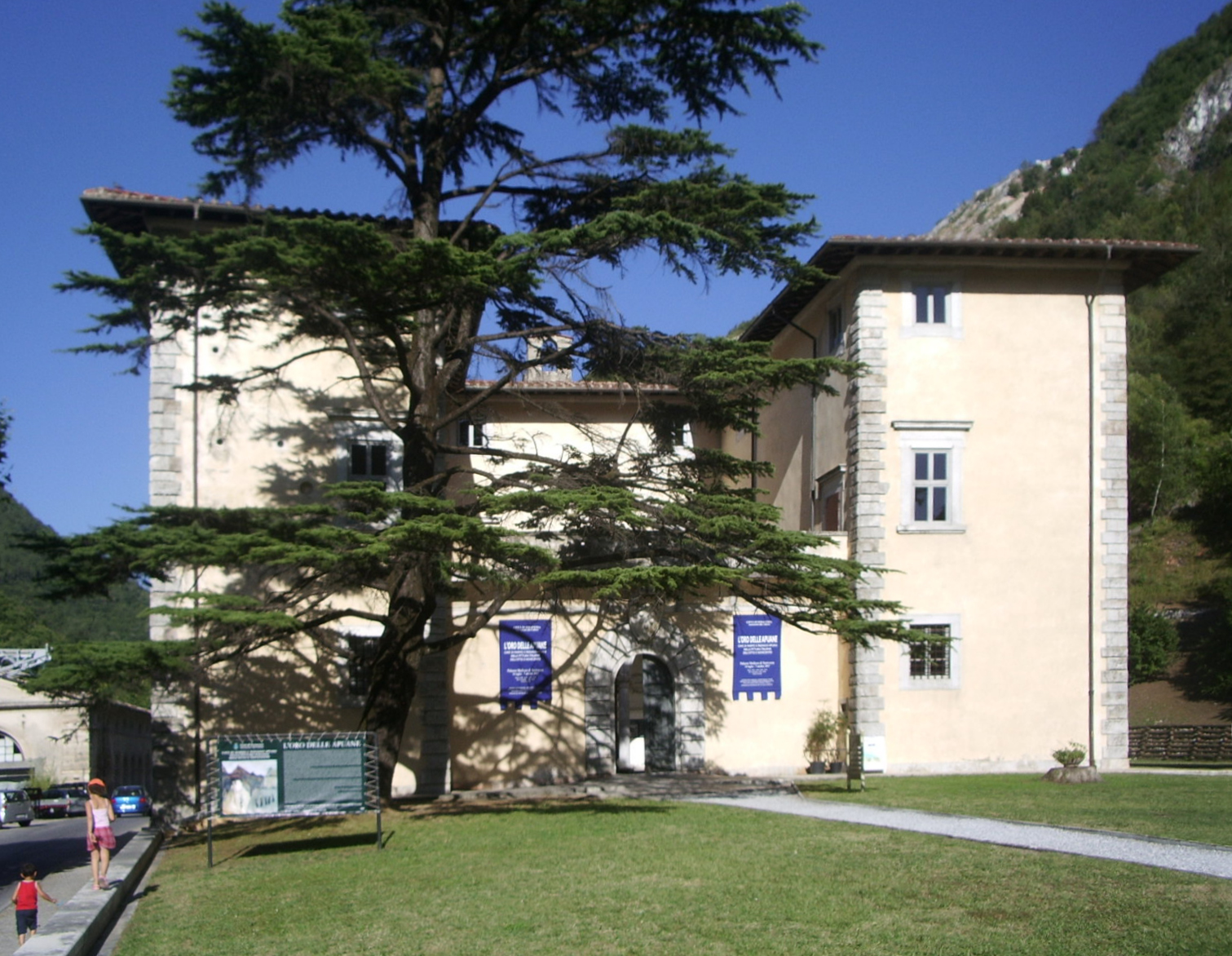
Dinh thự Seravezza